# III liga polska w piłce nożnej (grupa II 2000–2008)

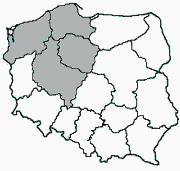
Zasięg drugiej grupy III ligi

Grupa druga III ligi była jedną z czterech grup III ligi piłki nożnej w Polsce. Grupa ta istniała w latach 2000–2008. Występowało w niej 16, 19 lub 21 drużyn z województw: kujawsko-pomorskiego, pomorskiego, wielkopolskiego, zachodniopomorskiego. W sezonie 2007/2008 za rozgrywki toczące się w tej grupie odpowiedzialny był Kujawsko-Pomorski Związek Piłki Nożnej.

## Sezon 2007/2008
Rozgrywki III ligi grupy pierwszej w sezonie 2007/2008 rozpoczęły się 11 sierpnia 2007 roku. W trakcie rundy jesiennej, która zakończyła się 11 listopada 2007 roku, zostało rozegranych 15 kolejek.
W związku z planowaną na sezon 2008/2009 reorganizacją rozgrywek ligowych w Polsce zwycięzca rozgrywek w sezonie 2007/2008 uzyskał awans do nowo utworzonej I ligi (do 2008 roku II ligi). Drużyny z miejsc 2-8 awansowały natomiast do nowo utworzonej II ligi (do 2008 roku III ligi), która składać się będzie z dwóch 18-zespołowych grup (zespoły z II grupy obecnej III ligi trafili do grupy zachodniej nowo utworzonej II ligi). Zespoły z miejsc 9-16 spadły natomiast do nowo utworzonej III ligi.

### Drużyny
| Uczestnicy poprzedniej edycji                                                                                 | Uczestnicy poprzedniej edycji | Uczestnicy poprzedniej edycji | Uczestnicy poprzedniej edycji |
| --- | ----------------------------- | ----------------------------- | ----------------------------- |
| JAR | Jarota Jarocin                | 3                             |                               |
| ELA | Elana Toruń                   | 42                            |                               |
| KAS | Kaszubia Kościerzyna          | 5                             |                               |
| VKO | Victoria Koronowo             | 6                             |                               |
| CAR | Cartusia Kartuzy              | 7                             |                               |
| MGN | Mieszko Gniezno               | 8                             |                               |
| RMT | Rega-Merida Trzebiatów        | 9                             |                               |
| KOT | Kotwica Kołobrzeg             | 11                            |                               |
| ROD | Rodło Kwidzyn                 | 12                            |                               |
| ZDR | Zdrój Ciechocinek             | 15                            |                               |
| KPP | KP Police                     | 16                            |                               |
| Spadek z II ligi 2006/2007                                                                                    |                               |                               |                               |
| UNI | Unia Janikowo                 | 161                           |                               |
| Awans z IV ligi 2006/2007                                                                                     |                               |                               |                               |
| grupa kujawsko-pomorska                                                                                       |                               |                               |                               |
| KUJ | Kujawiak Włocławek            | 1                             |                               |
| grupa pomorska                                                                                                |                               |                               |                               |
| PEL | Wierzyca Pelplin              | 1                             |                               |
| grupa wielkopolska północ                                                                                     |                               |                               |                               |
| NLB | Nielba Wągrowiec              | 13                            |                               |
| grupa zachodniopomorska                                                                                       |                               |                               |                               |
| FLO | Flota Świnoujście             | 1                             |                               |
| Oznaczenia: - kolumna pierwsza – skróty nazw drużyn, - kolumna trzecia – miejsce zajęte w poprzednim sezonie. |                               |                               |                               |

Objaśnienia:
1. Unia Janikowo przegrała baraże o utrzymanie w II lidze z Wartą Poznań.
2. Toruński KP zmienił nazwę na Elana Toruń.
3. Nielba Wągrowiec wygrała baraże o awans do III ligi z Piastem Kobylin.

### Tabela
| Lp. | Drużyna                    | M  | Z  | R  | P  | Bramki | Bramki | Różn. | Pkt | Uwagi                            | Bezpośrednio                |
| --- | -------------------------- | -- | -- | -- | -- | ------ | ------ | ----- | --- | -------------------------------- | --------------------------- |
| 1   | Flota Świnoujście (M) (A)  | 30 | 20 | 8  | 2  | 49     | 22     | +27   | 68  | Awans do I ligi                  |                             |
| 2   | Unia Janikowo              | 30 | 17 | 9  | 4  | 51     | 22     | +29   | 60  | awans do nowo utworzonej II ligi |                             |
| 3   | Nielba Wągrowiec           | 30 | 15 | 10 | 5  | 58     | 30     | +28   | 55  | awans do nowo utworzonej II ligi |                             |
| 4   | Jarota Jarocin             | 30 | 15 | 8  | 7  | 55     | 27     | +28   | 53  | awans do nowo utworzonej II ligi | JAR – KOT 0:0 KOT – JAR 0:2 |
| 5   | Kotwica Kołobrzeg          | 30 | 15 | 8  | 7  | 46     | 29     | +17   | 53  | awans do nowo utworzonej II ligi | JAR – KOT 0:0 KOT – JAR 0:2 |
| 6   | Victoria Koronowo          | 30 | 14 | 5  | 11 | 54     | 33     | +21   | 47  | awans do nowo utworzonej II ligi |                             |
| 7   | Elana Toruń                | 30 | 12 | 10 | 8  | 32     | 26     | +6    | 46  | awans do nowo utworzonej II ligi |                             |
| 8   | KP Police                  | 30 | 6  | 16 | 8  | 36     | 40     | −4    | 34  | awans do nowo utworzonej II ligi | KPP – KAS 1:0 KAS – KPP 2:2 |
| 9   | Kaszubia Kościerzyna (S)   | 30 | 9  | 7  | 14 | 32     | 46     | −14   | 34  | Spadek do III ligi               | KPP – KAS 1:0 KAS – KPP 2:2 |
| 10  | Rodło Kwidzyn (S)          | 30 | 8  | 8  | 14 | 33     | 47     | −14   | 32  | Spadek do III ligi               | ROD – PEL 2:1 PEL – ROD 0:0 |
| 11  | Wierzyca Pelplin1 (S)      | 30 | 7  | 11 | 12 | 39     | 52     | −13   | 32  | Spadek do klasy okręgowej        | ROD – PEL 2:1 PEL – ROD 0:0 |
| 12  | Mieszko Gniezno (S)        | 30 | 8  | 7  | 15 | 30     | 39     | −9    | 31  | Spadek do III ligi               |                             |
| 13  | Kujawiak Włocławek2        | 30 | 5  | 13 | 12 | 24     | 52     | −28   | 28  | Drużyna wycofana                 |                             |
| 14  | Rega-Merida Trzebiatów (S) | 30 | 7  | 6  | 17 | 26     | 46     | −20   | 27  | Spadek do III ligi               |                             |
| 15  | Zdrój Ciechocinek (S)      | 30 | 6  | 8  | 16 | 22     | 55     | −33   | 26  | Spadek do III ligi               |                             |
| 16  | Cartusia Kartuzy (S)       | 30 | 4  | 10 | 16 | 27     | 48     | −21   | 22  | Spadek do III ligi               |                             |

## Sezon 2006/2007
Rozgrywki III ligi grupy drugiej w sezonie 2006/2007 rozpoczęły się 12 sierpnia 2006 roku. W trakcie rundy jesiennej, która zakończyła się 8 listopada 2006 roku, zostało rozegranych 15 kolejek. Najlepszym zespołem rundy okazała się drużyna Tura Turek. Runda wiosenna rozpoczęła się natomiast 17 marca 2007 roku, a zakończyła 9 czerwca 2007 roku. Bezpośredni awans do II ligi uzyskał zespół Tura Turek. W barażu o awans do tejże klasy rozgrywek zagrała natomiast Warta Poznań, która dzięki zwycięstwu nad Unią Janikowo awansowała do II ligi. III ligę opuściły zespoły, które wycofały się po zakończeniu rozgrywek - Lech II Poznań, Amica Wronki i Kania Gostyń.

### Drużyny
| Uczestnicy poprzedniej edycji                                                                                 | Uczestnicy poprzedniej edycji | Uczestnicy poprzedniej edycji | Uczestnicy poprzedniej edycji |
| --- | ----------------------------- | ----------------------------- | ----------------------------- |
| GOS | Kania Gostyń                  | 1                             |                               |
| TOR | Toruński KP                   | 3                             |                               |
| AM2 | Amica II Wronki               | 4                             |                               |
| ZDR | Zdrój Ciechocinek             | 5                             |                               |
| MGN | Mieszko Gniezno               | 6                             |                               |
| TUR | Tur Turek                     | 7                             |                               |
| KAS | Kaszubia Kościerzyna          | 8                             |                               |
| WAR | Warta Poznań                  | 9                             |                               |
| KPP | KP Police                     | 10                            |                               |
| KOT | Kotwica Kołobrzeg             | 11                            |                               |
| CAR | Cartusia Kartuzy              | 12                            |                               |
| LP2 | Lech II Poznań                | 13                            |                               |
| Awans z IV ligi 2005/2006                                                                                     |                               |                               |                               |
| grupa kujawsko-pomorska                                                                                       |                               |                               |                               |
| VKO | Victoria Koronowo             | 1                             |                               |
| grupa pomorska                                                                                                |                               |                               |                               |
| ROD | Rodło Kwidzyn                 | 1                             |                               |
| grupa wielkopolska południowa                                                                                 |                               |                               |                               |
| JAR | Jarota Jarocin                | 12                            |                               |
| grupa zachodniopomorska                                                                                       |                               |                               |                               |
| RMT | Rega-Merida Trzebiatów        | 1                             |                               |
| Oznaczenia: - kolumna pierwsza – skróty nazw drużyn, - kolumna trzecia – miejsce zajęte w poprzednim sezonie. |                               |                               |                               |

Objaśnienia:
1. Kania Gostyń zrezygnowała z awansu do II ligi.
2. Jarota Jarocin wygrała baraże o awans do III ligi z Nielbą Wągrowiec.

### Tabela końcowa
| Lp. | Drużyna                | M  | Z  | R  | P  | Bramki | Bramki | Różn. | Pkt | Uwagi                       | Bezpośrednio |
| --- | ---------------------- | -- | -- | -- | -- | ------ | ------ | ----- | --- | --------------------------- | ------------ |
| 1   | Tur Turek (M) (A)      | 30 | 14 | 12 | 4  | 38     | 21     | +17   | 54  | Awans do II ligi            |              |
| 2   | Warta Poznań (B)       | 30 | 15 | 5  | 10 | 48     | 28     | +20   | 50  | Baraże o II ligę            |              |
| 3   | Jarota Jarocin         | 30 | 14 | 7  | 9  | 50     | 39     | +11   | 49  |                             |              |
| 4   | Toruński KP            | 30 | 13 | 8  | 9  | 41     | 29     | +12   | 47  | TKP – KAS 0:1 KAS – TKP 0:2 |              |
| 5   | Kaszubia Kościerzyna   | 30 | 14 | 5  | 11 | 30     | 33     | −3    | 47  | TKP – KAS 0:1 KAS – TKP 0:2 |              |
| 6   | Victoria Koronowo      | 30 | 14 | 2  | 14 | 45     | 53     | −8    | 44  | VKO – CAR 3:1 CAR – VKO 0:1 |              |
| 7   | Cartusia Kartuzy       | 30 | 12 | 8  | 10 | 32     | 37     | −5    | 44  | VKO – CAR 3:1 CAR – VKO 0:1 |              |
| 8   | Mieszko Gniezno        | 30 | 11 | 10 | 9  | 39     | 30     | +9    | 43  |                             |              |
| 9   | Rega-Merida Trzebiatów | 30 | 11 | 9  | 10 | 34     | 35     | −1    | 42  |                             |              |
| 10  | Amica Wronki1,3        | 30 | 9  | 14 | 7  | 37     | 29     | +8    | 41  | Drużyna wycofana            |              |
| 11  | Kotwica Kołobrzeg      | 30 | 10 | 8  | 12 | 43     | 47     | −4    | 38  |                             |              |
| 12  | Rodło Kwidzyn          | 30 | 11 | 4  | 15 | 34     | 42     | −8    | 37  |                             |              |
| 13  | Lech II Poznań3        | 30 | 11 | 3  | 16 | 42     | 47     | −5    | 36  | Drużyna wycofana            |              |
| 14  | Kania Gostyń2,3        | 30 | 10 | 5  | 15 | 38     | 50     | −12   | 35  | Drużyna wycofana            |              |
| 15  | Zdrój Ciechocinek      | 30 | 8  | 7  | 15 | 35     | 52     | −17   | 31  |                             |              |
| 16  | KP Police              | 30 | 7  | 5  | 18 | 34     | 48     | −14   | 26  |                             |              |

### Baraże o II ligę
| 24 czerwca 2007 | Warta Poznań  | 1:1   | Unia Janikowo     |                                                                                         |
| 17:30           | Ngamayama 88' | (0:1) | Warczachowski 35' | Poznań, Stadion przy Drodze Dębińskiej Widzów: 1 500 Sędzia: Sebastian Jarzębak (Bytom) |

| 27 czerwca 2007 | Unia Janikowo                  | 2:2   | Warta Poznań                |                                                                           |
| 17:30           | Mysiak 73' · Warczachowski 90' | (0:2) | Lewandowski 4' · Pawlak 19' | Janikowo, Stadion Miejski Widzów: 2 500 Sędzia: Włodzimierz Bartos (Łódź) |

Wynik dwumeczu – 3:3, zwycięstwo Warty dzięki większej liczbie bramek zdobytych na wyjeździe.

## Sezon 2005/2006

### Drużyny
| Uczestnicy poprzedniej edycji                                                                                 | Uczestnicy poprzedniej edycji | Uczestnicy poprzedniej edycji | Uczestnicy poprzedniej edycji |
| --- | ----------------------------- | ----------------------------- | ----------------------------- |
| UNI | Unia Janikowo                 | 21                            |                               |
| TKP | TKP Toruń                     | 3                             |                               |
| WAR | Warta Poznań                  | 4                             |                               |
| KAS | Kaszubia Kościerzyna          | 5                             |                               |
| KOT | Kotwica Kołobrzeg             | 6                             |                               |
| TUR | Tur Turek                     | 7                             |                               |
| FLO | Flota Świnoujście             | 8                             |                               |
| AM2 | Amica II Wronki               | 9                             |                               |
| CHE | Chemik Bydgoszcz              | 10                            |                               |
| KOŚ | Obra Kościan                  | 11                            |                               |
| LP2 | Lech II Poznań                | 12                            |                               |
| MGN | Mieszko Gniezno               | 13                            |                               |
| Awans z IV ligi 2004/2005                                                                                     |                               |                               |                               |
| grupa kujawsko-pomorska                                                                                       |                               |                               |                               |
| ZDR | Zdrój Ciechocinek             | 1                             |                               |
| grupa pomorska                                                                                                |                               |                               |                               |
| CAR | Cartusia Kartuzy              | 1                             |                               |
| grupa wielkopolska południowa                                                                                 |                               |                               |                               |
| GOS | Kania Gostyń                  | 12                            |                               |
| grupa warmińsko-mazurska                                                                                      |                               |                               |                               |
| KPP | KP Police                     | 1                             |                               |
| Oznaczenia: - kolumna pierwsza – skróty nazw drużyn, - kolumna trzecia – miejsce zajęte w poprzednim sezonie. |                               |                               |                               |

Objaśnienia:
1. Unia Janikowo przegrała baraże o awans do II ligi z Piastem Gliwice.
2. Kania Gostyń wygrała baraże o awans do III ligi z Nielbą Wągrowiec.

### Tabela końcowa
| Lp. | Drużyna                | M  | Z  | R  | P  | Bramki | Bramki | Różn. | Pkt | Uwagi                            | Bezpośrednio |
| --- | ---------------------- | -- | -- | -- | -- | ------ | ------ | ----- | --- | -------------------------------- | ------------ |
| 1   | Kania Gostyń1 (M)      | 30 | 17 | 7  | 6  | 46     | 23     | +23   | 58  |                                  |              |
| 2   | Unia Janikowo1 (B) (A) | 30 | 15 | 12 | 3  | 49     | 28     | +21   | 57  | Baraże o II ligęAwans do II ligi |              |
| 3   | Toruński KP            | 30 | 15 | 6  | 9  | 52     | 33     | +19   | 51  |                                  |              |
| 4   | Amica II Wronki        | 30 | 14 | 7  | 9  | 54     | 40     | +14   | 49  |                                  |              |
| 5   | Zdrój Ciechocinek      | 30 | 14 | 5  | 11 | 46     | 40     | +6    | 47  | ZDR – MGN 0:1 MGN – ZDR 0:3      |              |
| 6   | Mieszko Gniezno        | 30 | 11 | 14 | 5  | 37     | 28     | +9    | 47  | ZDR – MGN 0:1 MGN – ZDR 0:3      |              |
| 7   | Tur Turek              | 30 | 12 | 10 | 8  | 55     | 40     | +15   | 46  |                                  |              |
| 8   | Kaszubia Kościerzyna   | 30 | 12 | 9  | 9  | 43     | 44     | −1    | 45  |                                  |              |
| 9   | Warta Poznań           | 30 | 12 | 8  | 10 | 37     | 33     | +4    | 44  |                                  |              |
| 10  | KP Police              | 30 | 10 | 7  | 13 | 38     | 49     | −11   | 37  |                                  |              |
| 11  | Kotwica Kołobrzeg      | 30 | 8  | 10 | 12 | 32     | 40     | −8    | 34  |                                  |              |
| 12  | Cartusia Kartuzy       | 30 | 8  | 8  | 14 | 33     | 43     | −10   | 32  |                                  |              |
| 13  | Lech II Poznań         | 30 | 8  | 5  | 17 | 36     | 59     | −23   | 29  |                                  |              |
| 14  | Chemik Bydgoszcz (S)   | 30 | 7  | 7  | 16 | 26     | 37     | −11   | 28  | Spadek do IV ligi                |              |
| 15  | Flota Świnoujście (S)  | 30 | 6  | 8  | 16 | 27     | 54     | −27   | 26  | Spadek do IV ligi                |              |
| 16  | Obra Kościan (S)       | 30 | 4  | 11 | 15 | 24     | 44     | −20   | 23  | Spadek do IV ligi                |              |

### Baraże o II ligę
| 15 czerwca 2006 | Unia Janikowo | 0:0 | Polonia Bytom |                                                                           |
| 17:00           |               |     |               | Janikowo, Stadion Miejski Widzów: 4000 Sędzia: Piotr Siedlecki (Szczecin) |

| 18 czerwca 2006 | Polonia Bytom | 1:0   | Unia Janikowo |                                                                                          |
| 17:00           | Rybski 62'    | (0:0) |               | Bytom, Stadion im. Edwarda Szymkowiaka Widzów: 2500 Sędzia: Piotr Aleksandrowicz (Radom) |

Zwycięzca: Polonia Bytom

## Sezon 2004/2005
W rozgrywkach tej grupy uczestniczyły drużyny z województw: kujawsko-pomorskiego, pomorskiego, wielkopolskiego i zachodniopomorskiego. Po zakończeniu sezonu, do drugiej ligi awansowała Lechia Gdańsk, natomiast do czwartej ligi zostały zdegradowane następujące kluby: Pogoń II Szczecin, Unia Tczew i Odra Chojna. Do uczestnictwa w barażach zakwalifikowała się Unia Janikowo, lecz poległa w nich w dwumeczu z Piastem Gliwice.

### Drużyny
| Uczestnicy poprzedniej edycji                                                                                 | Uczestnicy poprzedniej edycji | Uczestnicy poprzedniej edycji | Uczestnicy poprzedniej edycji |
| --- | ----------------------------- | ----------------------------- | ----------------------------- |
| UNI | Unia Janikowo                 | 21                            |                               |
| AM2 | Amica II Wronki               | 3                             |                               |
| KOT | Kotwica Kołobrzeg             | 4                             |                               |
| FLO | Flota Świnoujście             | 5                             |                               |
| KAS | Kaszubia Kościerzyna          | 6                             |                               |
| UNI | Unia Tczew                    | 7                             |                               |
| WAR | Warta Poznań                  | 8                             |                               |
| MGN | Mieszko Gniezno               | 9                             |                               |
| CHZ | Chemik/Zawisza Bydgoszcz      | 115                           |                               |
| TUR | Tur Turek                     | 12                            |                               |
| KOŚ | Obra Kościan                  | 134                           |                               |
| Awans z IV ligi 2003/2004                                                                                     |                               |                               |                               |
| grupa kujawsko-pomorska                                                                                       |                               |                               |                               |
| TOR | Toruński KP                   | 1                             |                               |
| grupa pomorska                                                                                                |                               |                               |                               |
| LGD | Lechia Gdańsk                 | 1                             |                               |
| grupa wielkopolska północna                                                                                   |                               |                               |                               |
| LP2 | Lech II Poznań                | 12                            |                               |
| grupa zachodniopomorska                                                                                       |                               |                               |                               |
| CHO | Odra Chojna                   | 1                             |                               |
| PO2 | Pogoń II Szczecin             | 23                            |                               |
| Oznaczenia: - kolumna pierwsza – skróty nazw drużyn, - kolumna trzecia – miejsce zajęte w poprzednim sezonie. |                               |                               |                               |

Objaśnienia:
1. Unia Janikowo przegrała baraże o awans do II ligi ze Stasiakiem Opoczno.
2. Lech II Poznań wygrał baraże o awans do III ligi z Jarotą Jarocin.
3. W związku z wycofaniem się Gwardii Koszalin po zakończeniu poprzedniego sezonu, zorganizowane baraże uzupełniające pomiędzy 4 drużynami z 4 województw. W ich wyniku awans uzyskała Pogoń II Szczecin.
4. W związku z wycofaniem się drużyny Aluminium Konin (spadkowicza z II ligi) utrzymanie uzyskała Obra Kościan.
5. Chemik/Zawisza Bydgoszcz zmieniła nazwę na Chemik Bydgoszcz.

### Tabela końcowa
| Lp. | Drużyna               | M  | Z  | R  | P  | Bramki | Bramki | Różn. | Pkt | Uwagi                                                       | Bezpośrednio |
| --- | --------------------- | -- | -- | -- | -- | ------ | ------ | ----- | --- | ----------------------------------------------------------- | ------------ |
| 1   | Lechia Gdańsk (M) (A) | 30 | 21 | 3  | 6  | 62     | 31     | +31   | 66  | Awans do II ligi                                            |              |
| 2   | Unia Janikowo (B)     | 30 | 18 | 6  | 6  | 57     | 27     | +30   | 60  | Baraże o II ligę                                            |              |
| 3   | TKP Toruń             | 30 | 18 | 4  | 8  | 59     | 32     | +27   | 58  |                                                             |              |
| 4   | Warta Poznań          | 30 | 15 | 10 | 5  | 58     | 28     | +30   | 55  |                                                             |              |
| 5   | Kaszubia Kościerzyna  | 30 | 15 | 5  | 10 | 54     | 44     | +10   | 50  | WAR: 7 pkt, różn. 0 KAS: 6 pkt, różn. 0 KOT: 4 pkt, różn. 0 |              |
| 6   | Kotwica Kołobrzeg     | 30 | 16 | 2  | 12 | 58     | 50     | +8    | 50  | WAR: 7 pkt, różn. 0 KAS: 6 pkt, różn. 0 KOT: 4 pkt, różn. 0 |              |
| 7   | Tur Turek             | 30 | 14 | 8  | 8  | 39     | 29     | +10   | 50  | WAR: 7 pkt, różn. 0 KAS: 6 pkt, różn. 0 KOT: 4 pkt, różn. 0 |              |
| 8   | Flota Świnoujście     | 30 | 15 | 3  | 12 | 52     | 38     | +14   | 48  |                                                             |              |
| 9   | Amica II Wronki       | 30 | 11 | 5  | 14 | 47     | 38     | +9    | 38  |                                                             |              |
| 10  | Chemik Bydgoszcz1     | 30 | 10 | 7  | 13 | 34     | 34     | 0     | 37  |                                                             |              |
| 11  | Obra Kościan          | 30 | 10 | 6  | 14 | 39     | 45     | −6    | 36  | KOŚ – LP2 1:0 LP2 – KOŚ 2:1                                 |              |
| 12  | Lech II Poznań        | 30 | 9  | 9  | 12 | 45     | 56     | −11   | 36  | KOŚ – LP2 1:0 LP2 – KOŚ 2:1                                 |              |
| 13  | Mieszko Gniezno       | 30 | 7  | 10 | 13 | 31     | 41     | −10   | 31  |                                                             |              |
| 14  | Pogoń II Szczecin (S) | 30 | 7  | 5  | 18 | 39     | 69     | −30   | 26  | Spadek do IV ligi                                           |              |
| 15  | Unia Tczew (S)        | 30 | 5  | 5  | 20 | 27     | 89     | −62   | 20  | Spadek do IV ligi                                           |              |
| 16  | Odra Chojna (S)       | 30 | 5  | 0  | 25 | 22     | 72     | −50   | 15  | Spadek do IV ligi                                           |              |

### Baraże o II ligę
| 18 czerwca 2005 | Unia Janikowo  | 2:1   | Piast Gliwice |                                                                            |
| 17:00           | Rašić 13', 22' | (2:1) | Uss 43'       | Janikowo, Stadion Miejski Widzów: 4 000 Sędzia: Mirosław Ryszka (Warszawa) |

| 22 czerwca 2005 | Piast Gliwice    | 1:0   | Unia Janikowo |                                                                         |
| 17:00           | S.Wróbel 45' (k) | (1:0) |               | Gliwice, Stadion Piasta Widzów: 5 000 Sędzia: Grzegorz Gilewski (Radom) |

Zwycięzca: Piast Gliwice (bramki na wyjeździe)

## Sezon 2003/2004

### Drużyny
| Uczestnicy poprzedniej edycji                                                                                 | Uczestnicy poprzedniej edycji | Uczestnicy poprzedniej edycji | Uczestnicy poprzedniej edycji |
| --- | ----------------------------- | ----------------------------- | ----------------------------- |
| FLO | Flota Świnoujście             | 2                             |                               |
| CHZ | Chemik/Zawisza Bydgoszcz      | 3                             |                               |
| TUR | Tur Turek                     | 4                             |                               |
| KOŚ | Obra Kościan                  | 5                             |                               |
| AM2 | Amica II Wronki               | 6                             |                               |
| GWK | Gwardia Koszalin              | 7                             |                               |
| GRW | Gryf Wejherowo                | 8                             |                               |
| KOT | Kotwica Kołobrzeg             | 9                             |                               |
| PBD | Polonia Bydgoszcz             | 103                           |                               |
| UNI | Unia Tczew                    | 11                            |                               |
| WAR | Warta Poznań                  | 12                            |                               |
| UNI | Unia Janikowo                 | 13                            |                               |
| Awans z IV ligi 2002/2003                                                                                     |                               |                               |                               |
| grupa kujawsko-pomorska                                                                                       |                               |                               |                               |
| KUJ | Kujawiak Włocławek            | 21                            |                               |
| grupa pomorska                                                                                                |                               |                               |                               |
| KAS | Kaszubia Kościerzyna          | 1                             |                               |
| grupa wielkopolska północna                                                                                   |                               |                               |                               |
| MGN | Mieszko Gniezno               | 12                            |                               |
| grupa zachodniopomorska                                                                                       |                               |                               |                               |
| DOB | Zorza Dobrzany                | 13                            |                               |
| Oznaczenia: - kolumna pierwsza – skróty nazw drużyn, - kolumna trzecia – miejsce zajęte w poprzednim sezonie. |                               |                               |                               |

Objaśnienia:
1. Ze względu na rezygnację Jagiellonki Nieszawa z awansu do III ligi, jej miejsce zajął Kujawiak Włocławek.
2. Mieszko Gniezno wygrało baraże o awans do III ligi z mistrzem gr. wielkopolskiej południowej, Astrą Krotoszyn.
3. Polonia Bydgoszcz i Zorza Dobrzany wycofały się po zakończeniu rundy jesiennej.

### Tabela
| Lp. | Drużyna                    | M  | Z  | R | P  | Bramki | Bramki | Różn. | Pkt | Uwagi                     |
| --- | -------------------------- | -- | -- | - | -- | ------ | ------ | ----- | --- | ------------------------- |
| 1   | Kujawiak Włocławek (M) (A) | 26 | 20 | 3 | 3  | 60     | 21     | +39   | 63  | Awans do II ligi          |
| 2   | Unia Janikowo (B)          | 26 | 18 | 3 | 5  | 44     | 23     | +21   | 57  | Baraże o II ligę          |
| 3   | Amica II Wronki            | 26 | 15 | 4 | 7  | 39     | 22     | +17   | 49  |                           |
| 4   | Kotwica Kołobrzeg          | 26 | 14 | 5 | 7  | 46     | 37     | +9    | 47  |                           |
| 5   | Flota Świnoujście          | 26 | 12 | 5 | 9  | 37     | 34     | +3    | 41  |                           |
| 6   | Kaszubia Kościerzyna       | 26 | 10 | 7 | 9  | 40     | 33     | +7    | 37  |                           |
| 7   | Unia Tczew                 | 26 | 11 | 2 | 13 | 34     | 45     | −11   | 35  |                           |
| 8   | Warta Poznań               | 26 | 10 | 4 | 12 | 42     | 43     | −1    | 34  |                           |
| 9   | Mieszko Gniezno            | 26 | 8  | 6 | 12 | 30     | 33     | −3    | 30  |                           |
| 10  | Gwardia Koszalin2 (S)      | 26 | 8  | 5 | 13 | 24     | 35     | −11   | 29  | Spadek do klasy okręgowej |
| 11  | Chemik/Zawisza Bydgoszcz   | 26 | 8  | 4 | 14 | 21     | 38     | −17   | 28  |                           |
| 12  | Tur Turek                  | 26 | 7  | 6 | 13 | 29     | 31     | −2    | 27  |                           |
| 13  | Obra Kościan4              | 26 | 7  | 4 | 15 | 27     | 43     | −16   | 25  |                           |
| 14  | Gryf Wejherowo (S)         | 26 | 4  | 2 | 20 | 29     | 64     | −35   | 14  | Spadek do IV ligi         |
| -   | Polonia Bydgoszcz1         | 0  | 0  | 0 | 0  | 0      | 0      | 0     | 0   | Drużyna wycofana          |
| -   | Zorza Dobrzany1            | 0  | 0  | 0 | 0  | 0      | 0      | 0     | 0   | Drużyna wycofana          |

### Baraże o II ligę
| 20 czerwca 2004 | Unia Janikowo | 0:0   | Stasiak Opoczno |  |
| 15:00           |               | (0:0) |                 |  |

| 26 czerwca 2004 | Stasiak Opoczno | 2:0   | Unia Janikowo |                        |
| 15:00           |                 | (0:0) |               | Stadion w Ostrowcu Św. |

Zwycięzca barażu: Stasiak Opoczno

## Sezon 2002/2003

### Drużyny
| Uczestnicy poprzedniej edycji                                                                                 | Uczestnicy poprzedniej edycji | Uczestnicy poprzedniej edycji | Uczestnicy poprzedniej edycji |
| --- | ----------------------------- | ----------------------------- | ----------------------------- |
| AM2 | Amica II Wronki               | 1                             |                               |
| FLO | Flota Świnoujście             | 3                             |                               |
| WAR | Warta Poznań                  | 4                             |                               |
| KOŚ | Obra Kościan                  | 5                             |                               |
| KPP | KP Police                     | 6                             |                               |
| UNI | Unia Janikowo                 | 7                             |                               |
| GRW | Gryf Wejherowo                | 8                             |                               |
| KOT | Kotwica Kołobrzeg             | 9                             |                               |
| SPB | Sparta Brodnica               | 10                            |                               |
| CHZ | Chemik/Zawisza Bydgoszcz      | 11                            |                               |
| GWK | Gwardia Koszalin              | 12                            |                               |
| PBD | Polonia Bydgoszcz             | 13                            |                               |
| Awans z IV ligi 2001/2002                                                                                     |                               |                               |                               |
| grupa kujawsko-pomorska                                                                                       |                               |                               |                               |
| TOR | Toruński KP                   | 1                             |                               |
| grupa pomorska                                                                                                |                               |                               |                               |
| UNI | Unia Tczew                    | 1                             |                               |
| grupa zachodniopomorska                                                                                       |                               |                               |                               |
| BŁS | Błękitni Stargard Szczeciński | 1                             |                               |
| grupa wielkopolska południowa                                                                                 |                               |                               |                               |
| TUR | Tur Turek                     | 12                            |                               |
| Oznaczenia: - kolumna pierwsza – skróty nazw drużyn, - kolumna trzecia – miejsce zajęte w poprzednim sezonie. |                               |                               |                               |

Objaśnienia:
1. Amica II Wronki jako drużyna rezerwowa nie mogła awansować do II ligi, w związku z czym jej miejsce zajęło Aluminium Konin.
2. Tur Turek wygrał baraże o awans z Polonią Środa Wielkopolska.

### Tabela
| Lp. | Drużyna                               | M  | Z  | R  | P  | Bramki | Bramki | Różn. | Pkt | Uwagi             |
| --- | ------------------------------------- | -- | -- | -- | -- | ------ | ------ | ----- | --- | ----------------- |
| 1   | Błękitni Stargard Szczeciński (M) (A) | 30 | 20 | 6  | 4  | 58     | 22     | +36   | 66  | Awans do II ligi  |
| 2   | Flota Świnoujście                     | 30 | 20 | 1  | 9  | 58     | 32     | +26   | 61  |                   |
| 3   | Chemik/Zawisza Bydgoszcz              | 30 | 17 | 4  | 9  | 53     | 38     | +15   | 55  |                   |
| 4   | Tur Turek                             | 30 | 17 | 4  | 9  | 52     | 27     | +25   | 55  |                   |
| 5   | Obra Kościan                          | 30 | 12 | 8  | 10 | 46     | 38     | +8    | 44  |                   |
| 6   | Amica II Wronki                       | 30 | 13 | 4  | 13 | 33     | 34     | −1    | 43  |                   |
| 7   | Gwardia Koszalin                      | 30 | 12 | 7  | 11 | 41     | 44     | −3    | 43  |                   |
| 8   | Gryf Wejherowo                        | 30 | 13 | 2  | 15 | 42     | 52     | −10   | 41  |                   |
| 9   | Kotwica Kołobrzeg                     | 30 | 12 | 5  | 13 | 34     | 35     | −1    | 41  |                   |
| 10  | Polonia Bydgoszcz                     | 30 | 10 | 10 | 10 | 44     | 37     | +7    | 40  |                   |
| 11  | Unia Tczew                            | 30 | 12 | 4  | 14 | 39     | 48     | −9    | 40  |                   |
| 12  | Warta Poznań                          | 30 | 12 | 4  | 14 | 37     | 50     | −13   | 40  |                   |
| 13  | Unia Janikowo                         | 30 | 12 | 3  | 15 | 38     | 38     | 0     | 39  |                   |
| 14  | Sparta Brodnica (S)                   | 30 | 10 | 7  | 13 | 36     | 48     | −12   | 37  | Spadek do IV ligi |
| 15  | Toruński KP (S)                       | 30 | 8  | 1  | 21 | 36     | 59     | −23   | 25  | Spadek do IV ligi |
| 16  | KP Police (S)                         | 30 | 4  | 2  | 24 | 20     | 65     | −45   | 14  | Spadek do IV ligi |

## Sezon 2001/2002

### Drużyny
| Uczestnicy poprzedniej edycji                                                                                 | Uczestnicy poprzedniej edycji | Uczestnicy poprzedniej edycji | Uczestnicy poprzedniej edycji |
| --- | ----------------------------- | ----------------------------- | ----------------------------- |
| WAR | Warta Poznań                  | 2                             |                               |
| FLO | Flota Świnoujście             | 3                             |                               |
| KOŚ | Obra Kościan                  | 4                             |                               |
| AM2 | Amica II Wronki               | 5                             |                               |
| SPB | Sparta Brodnica               | 6                             |                               |
| CHZ | Chemik/Zawisza Bydgoszcz      | 72                            |                               |
| UNI | Unia Janikowo                 | 8                             |                               |
| KAS | Kaszubia Kościerzyna          | 9                             |                               |
| GRW | Gryf Wejherowo                | 10                            |                               |
| GOP | Goplania Inowrocław           | 11                            |                               |
| PPO | Pomerania Police              | 12                            |                               |
| KRO | Astra Krotoszyn               | 13                            |                               |
| KOT | Kotwica Kołobrzeg             | 14                            |                               |
| KAL | KKS Kalisz                    | 153                           |                               |
| Spadek z II ligi 2000/2001                                                                                    |                               |                               |                               |
| LPG | Lechia/Polonia Gdańsk         | 19                            |                               |
| Awans z IV ligi 2000/2001                                                                                     |                               |                               |                               |
| grupa kujawsko-pomorska                                                                                       |                               |                               |                               |
| PBD | Polonia Bydgoszcz             | 1                             |                               |
| grupa pomorska                                                                                                |                               |                               |                               |
| CCH | Chojniczanka Chojnice         | 1                             |                               |
| grupa zachodniopomorska                                                                                       |                               |                               |                               |
| GWK | Gwardia Koszalin              | 1                             |                               |
| grupa wielkopolska północna                                                                                   |                               |                               |                               |
| ALK | Aluminium Konin               | 1                             |                               |
| Oznaczenia: - kolumna pierwsza – skróty nazw drużyn, - kolumna trzecia – miejsce zajęte w poprzednim sezonie. |                               |                               |                               |

Objaśnienia:
1. Aluminium Konin wygrało baraże o awans do III ligi z Lechem II Poznań.
2. Chemik Bydgoszcz połączył się z Zawiszą Bydgoszcz, w wyniku czego klub zmienił nazwę na Chemik/Zawisza Bydgoszcz.
3. KKS Kalisz został dokooptowany w 3. kolejce.

### Tabela
| Lp. | Drużyna                   | M  | Z  | R  | P  | Bramki | Bramki | Różn. | Pkt | Uwagi                       | Bezpośrednio      |
| --- | ------------------------- | -- | -- | -- | -- | ------ | ------ | ----- | --- | --------------------------- | ----------------- |
| 1   | Amica II Wronki1 (M)      | 36 | 22 | 7  | 7  | 56     | 26     | +30   | 73  |                             |                   |
| 2   | Aluminium Konin1 (A)      | 36 | 22 | 5  | 9  | 64     | 25     | +39   | 71  | Awans do II ligi            |                   |
| 3   | Flota Świnoujście         | 36 | 19 | 8  | 9  | 58     | 38     | +20   | 65  |                             |                   |
| 4   | Warta Poznań              | 36 | 17 | 8  | 11 | 54     | 37     | +17   | 59  |                             |                   |
| 5   | Obra Kościan              | 36 | 17 | 7  | 12 | 61     | 43     | +18   | 58  |                             |                   |
| 6   | KP Police                 | 36 | 17 | 6  | 13 | 62     | 46     | +16   | 57  | KPP - UNI 4:0 UNI - WIG 2:2 |                   |
| 7   | Unia Janikowo             | 36 | 16 | 9  | 11 | 46     | 32     | +14   | 57  | KPP - UNI 4:0 UNI - WIG 2:2 |                   |
| 8   | Gryf Wejherowo            | 36 | 16 | 8  | 12 | 53     | 61     | −8    | 56  | GRW - KOT 2:0 KOT - GRW 0:1 |                   |
| 9   | Kotwica Kołobrzeg         | 36 | 16 | 8  | 12 | 45     | 48     | −3    | 56  | GRW - KOT 2:0 KOT - GRW 0:1 |                   |
| 10  | Sparta Brodnica           | 36 | 14 | 12 | 10 | 52     | 39     | +13   | 54  |                             |                   |
| 11  | Chemik/Zawisza Bydgoszcz  | 36 | 15 | 8  | 13 | 53     | 41     | +12   | 53  |                             |                   |
| 12  | Gwardia Koszalin          | 36 | 15 | 7  | 14 | 56     | 48     | +8    | 52  |                             |                   |
| 13  | Polonia Bydgoszcz         | 36 | 13 | 10 | 13 | 48     | 44     | +4    | 49  | PBD - KRO 2:0 KRO - PBD 1:1 |                   |
| 14  | Astra Krotoszyn (S)       | 36 | 13 | 10 | 13 | 44     | 49     | −5    | 49  | PBD - KRO 2:0 KRO - PBD 1:1 | Spadek do IV ligi |
| 15  | Lechia/Polonia Gdańsk3    | 36 | 11 | 6  | 19 | 42     | 66     | −24   | 39  | Drużyna rozwiązana          |                   |
| 16  | Chojniczanka Chojnice (S) | 36 | 9  | 8  | 19 | 54     | 65     | −11   | 35  | Spadek do IV ligi           |                   |
| 17  | Kaszubia Kościerzyna (S)  | 36 | 6  | 13 | 17 | 33     | 63     | −30   | 31  | Spadek do IV ligi           |                   |
| 18  | Goplania Inowrocław (S)   | 36 | 5  | 8  | 23 | 39     | 75     | −36   | 23  | Spadek do IV ligi           |                   |
| 19  | KKS Kalisz2 (S)           | 36 | 2  | 6  | 28 | 30     | 104    | −74   | 12  | Spadek do IV ligi           |                   |

## Sezon 2000/2001
| Lp. | Drużyna                           | M  | Z  | R  | P  | Bramki | Bramki | Różn. | Pkt | Uwagi             | Bezpośrednio |
| --- | --------------------------------- | -- | -- | -- | -- | ------ | ------ | ----- | --- | ----------------- | ------------ |
| 1   | Arka Gdynia (M) (A)               | 40 | 23 | 14 | 3  | 69     | 23     | +46   | 83  | Awans do II ligi  |              |
| 2   | Warta Poznań                      | 40 | 21 | 11 | 8  | 70     | 34     | +36   | 74  |                   |              |
| 3   | Flota Świnoujście                 | 40 | 21 | 10 | 9  | 60     | 33     | +27   | 73  |                   |              |
| 4   | Obra Kościan                      | 40 | 16 | 18 | 6  | 49     | 21     | +28   | 66  |                   |              |
| 5   | Amica II Wronki                   | 40 | 18 | 9  | 13 | 61     | 41     | +20   | 63  |                   |              |
| 6   | Sparta Brodnica                   | 40 | 16 | 11 | 13 | 59     | 45     | +14   | 59  |                   |              |
| 7   | Chemik Bydgoszcz3                 | 40 | 16 | 10 | 14 | 49     | 58     | −9    | 58  | Fuzja             |              |
| 8   | Unia Janikowo                     | 40 | 15 | 13 | 12 | 49     | 43     | +6    | 58  |                   |              |
| 9   | Kaszubia Kościerzyna              | 40 | 14 | 13 | 13 | 52     | 48     | +4    | 55  |                   |              |
| 10  | Gryf Wejherowo                    | 40 | 14 | 12 | 14 | 63     | 53     | +10   | 54  |                   |              |
| 11  | Goplania Inowrocław               | 40 | 15 | 9  | 16 | 48     | 60     | −12   | 54  |                   |              |
| 12  | Pomerania Police                  | 40 | 16 | 5  | 19 | 71     | 66     | +5    | 53  |                   |              |
| 13  | Astra Krotoszyn                   | 40 | 15 | 7  | 18 | 58     | 63     | −5    | 52  |                   |              |
| 14  | Kotwica Kołobrzeg                 | 40 | 13 | 13 | 14 | 48     | 71     | −23   | 52  |                   |              |
| 15  | KKS Kalisz4                       | 40 | 13 | 13 | 14 | 42     | 42     | 0     | 52  |                   |              |
| 16  | Błękitni Stargard Szczeciński (S) | 40 | 12 | 15 | 13 | 67     | 56     | +11   | 51  | Spadek do IV ligi |              |
| 17  | Huragan Pobiedziska (S)           | 40 | 12 | 14 | 14 | 52     | 53     | −1    | 50  | Spadek do IV ligi |              |
| 18  | Lignomat Kępno2 (S)               | 40 | 12 | 8  | 20 | 50     | 76     | −26   | 44  | Spadek do IV ligi |              |
| 19  | Mień Lipno (S)                    | 40 | 9  | 9  | 22 | 40     | 67     | −27   | 36  | Spadek do IV ligi |              |
| 20  | Zawisza Bydgoszcz3                | 40 | 8  | 5  | 27 | 29     | 82     | −53   | 29  | Fuzja             |              |
| 21  | Bałtyk Gdynia (S)                 | 40 | 6  | 9  | 25 | 27     | 79     | −52   | 27  | Spadek do IV ligi |              |
| -   | Odra Szczecin1                    | 0  | 0  | 0  | 0  | 0      | 0      | 0     | 0   | Drużyna wycofana  |              |